# Valdas Ivanauskas
Valdas Ivanauskas (* 31. Juli 1966 in Kaunas) ist ein litauischer Fußballtrainer und ehemaliger Fußballspieler.

## Spielerkarriere

### Vereine
Ivanauskas’ erster Verein war Vėtra Vilnius aus Rūdiškės, wo er in der Jugend spielte. Über Žalgiris Vilnius, damals in der höchsten sowjetischen Liga spielend, kam er nach Moskau und spielte dort beim ZSKA Moskau. Danach ging er wieder zurück in seine Heimat und spielte vier Jahre bei seinem ehemaligen Verein Žalgiris Vilnius, mit dem er 1990 die Baltic League gewann, wechselte dann aber wieder nach Moskau zum Stadtverein Lokomotive. 1991, als die Sowjetunion endgültig zerfallen war, ging er nach Österreich zum FK Austria Wien. Er gewann zwischen 1991 und 1993 mit Austria dreimal die österreichische Meisterschaft sowie 1992 den Pokal. Ivanauskas wurde zweimal vereinsinterner Torschützenkönig, 1993 wurde einer seiner Treffer zum „Tor des Jahres“ in Österreich gewählt. Wegen seiner hitzigen, aufbrausenden Art erhielt er während seiner Wiener Zeit den Spitznamen „Ivan, der Schreckliche“.
1993 wechselte Ivanauskas als erster Spieler aus Litauen zu einem Verein im deutschen Profifußball. Der Hamburger SV bezahlte 1,4 Millionen Mark für den Stürmer. In seinem ersten Bundesligaspiel für den HSV im August 1993 gelangen ihm gleich zwei Tore, Ivanauskas wurde in Hamburg prompt zum Publikumsliebling. In der Hinrunde der Saison 1994/95 blieb er torlos und rückte im HSV-Sturm ins Hintertreffen, da er des Weiteren durch wiederholte Platzverweise auffiel. Im Frühjahr 1995 warb der damalige Regionalligist Arminia Bielefeld um Ivanauskas’ Dienste. Arminias Geldgeber, ein Küchenhersteller, wollte mit Hilfe des Litauers in dessen Heimatland geschäftlich Fuß fassen. Ein Wechsel nach Bielefeld scheiterte an Ivanauskas’ Gehaltsforderungen. Im April 1995 verlängerte der HSV den Vertrag mit dem bei den Zuschauern beliebten Ivanauskas, ungeachtet der Tatsache, dass er zu diesem Zeitpunkt seit Mai 1994 kein Tor geschossen hatte. Im ersten Bundesligaspiel nach der Vertragsverlängerung erzielte er Ende April 1995 beim 3:0-Sieg über den MSV Duisburg zwei Treffer. Unter Trainer Felix Magath erlebte Ivanauskas im Frühjahr 1996 wieder einen deutlichen Aufschwung, was das Hamburger Abendblatt im März 1996 zu der Einschätzung veranlasste, dass der Litauer für den HSV so wertvoll wie nie sei. Im selben Monat wurde Ivanauskas durch einen Bänderriss im linken Knie zurückgeworfen und musste operiert werden. Er bestritt bis 1997 91 Bundesligaspiele, in denen er 13 Tore erzielte.
Ein Wechsel zum VfL Wolfsburg scheiterte 1997 am Einspruch seiner Ehefrau Beatrix, die sich nicht vorstellen konnte, in Wolfsburg zu leben, weil ihr die Stadt zu hässlich sei. Es folgte ein Wechsel zurück nach Österreich, zum SV Austria Salzburg. Von 1999 bis 2001 spielte er wieder in Deutschland beim SV Wilhelmshaven, mit dem er von der Regionalliga Nord in die Oberliga abstieg. Er beendete seine Karriere als Spieler beim BV Cloppenburg nach einer Saison als Libero des damaligen Oberligisten.

### Nationalmannschaft
Er gab sein Länderspieldebüt 1988 für die Nationalelf der UdSSR, für die er fünf Spiele bestritt. Nach der litauischen Unabhängigkeit absolvierte er 28 Länderspiele (acht Tore) für Litauens A-Nationalmannschaft.

## Trainerkarriere
Ivanauskas erwarb 2002 seinen Trainerschein an der Deutschen Sporthochschule Köln und arbeitete 2003 als Co-Trainer der litauischen Nationalmannschaft während der Qualifikation für die Fußball-Europameisterschaft 2004 in Portugal.
Als Vereinstrainer arbeitete Ivanauskas in der Saison 2004/05 beim FBK Kaunas in Litauen und wurde anschließend Co-Trainer in Schottland bei Heart of Midlothian. Der schottische Verein hatte zu jener Zeit mit Wladimir Romanow einen russisch-litauischen Präsidenten und damit enge Kontakte in das Heimatland von Ivanauskas. Nach einjähriger Tätigkeit als Trainerassistent von Graham Rix wurde er im März 2006 zunächst zum Interims-Cheftrainer. Nach dem Gewinn des nationalen Pokals und dem zweiten Tabellenplatz in der Liga zweifelte aber keiner mehr an seinen Fähigkeiten und Ivanauskas wurde endgültig zum Cheftrainer. Dieses Amt musste er aufgrund anhaltender gesundheitlicher Probleme allerdings im März 2007 niederlegen.
Am 21. September 2007 übernahm Ivanauskas den thüringischen Zweitligisten FC Carl Zeiss Jena. Er konnte die an ihn gestellten Erwartungen allerdings nicht erfüllen und wurde deshalb bereits am 22. Dezember desselben Jahres wieder entlassen. Nach einem kurzen Engagement beim litauischen Klub Banga Gargždai übernahm er am 14. November 2008 als Interimstrainer die U-18-Nationalmannschaft Litauens. Weitere Trainerämter bekleidete er bei Standard Sumqayıt in Aserbaidschan, beim FK Šiauliai in Litauen und beim FC Dila Gori in Georgien. Von 2013 bis April 2015 betreute Ivanauskas den russischen Zweitligisten SKA-Energija Chabarowsk.

## Erfolge
als Spieler
- Österreichischer Meister: 1991, 1992 und 1993 mit FK Austria Wien
- Österreichischer Pokalsieger: 1992 mit FK Austria Wien
- Österreichischer Supercup-Sieger: 1991, 1992 und 1993 mit FK Austria Wien
- Fußballer des Jahres in Litauen: 1990, 1991, 1993 und 1994
- Baltic-League-Turniersieger: 1990
- Baltic-Cup-Sieger: 1994 (Baltikummeister)

als Trainer
- Litauischer Meister: 2005 (FBK Kaunas)
- Schottischer Pokalsieger: 2006 (Heart of Midlothian)

## Auszeichnungen
- Fußballer des Jahres in Litauen: 1990, 1991, 1993 und 1994

## Sonstiges
Ivanauskas wurde im Alter von 16 Jahren erstmals Vater. Sein Sportstudium brach er ab und gab dem Berufsfußball den Vorzug. Seine Tochter ist die Schauspielerin Patricia Ivanauskas.